# Grotte des Petites-Dalles
La grotte des Petites-Dalles (ou Petites-Dales) est située à Saint-Martin-aux-Buneaux près de Fécamp en Seine-Maritime dans la région Normandie, en pays de Caux.
Connue depuis longtemps mais explorée par les spéléologues à partir de 1966,, son développement total atteint 853 mètres fin 2021, ce qui en fait la plus longue grotte de la Seine-Maritime. Elle fait l'objet d'un chantier durable de décolmatage.

## Historique

### Premières incursions
La grotte des Petites-Dalles est connue de longue date par les habitants du secteur qui ont apposé des inscriptions sur les parois de la zone d'entrée. Des visiteurs plus lointains, notamment des Anglais attirés par la station balnéaire des Petites-Dalles, ont également laissé des traces. Puis un clochard y élit domicile avant la Seconde Guerre mondiale. Durant cette même guerre, des adolescents laissent sur la paroi un témoignage de leur incursion jusqu'à l'extrémité alors connue de la galerie principale. Enfin, en 1966, le Spéléo-club de Rouen, dont un membre réside alors dans la commune voisine de Saint-Pierre-en-Port, explore la cavité et y mesure un développement de 62 mètres ; il diagnostique alors une « continuation impossible ».

### Explorations spéléologiques
Dès la publication de cette cavité dans la revue fédérale Spelunca en 1967, le groupe spéléo de la Maison des jeunes et de la culture (GS-MJC) du Havre fréquente durablement la grotte des Petites-Dalles dont le schéma est encore simple à cette époque : le collecteur se développe sur une soixantaine de mètres en décrivant un arc de cercle. À mi-distance entre l'entrée et le fond connu alors, se dessine en rive gauche un affluent d'une dizaine de mètres, sortant d'un comblement terreux. Une première topographie, publiée en 1968, affiche un développement de 72 mètres.
Pendant les années 1970, la cavité considérée comme irrémédiablement obstruée, sert de base logistique pour les prospections et explorations le long du littoral voisin. Cependant, de 1974 à 1977, de difficiles désobstructions poussent le développement jusqu'à près de 80 mètres en suivant le chenal de voûte de la galerie Principale.
En 1979, le groupe spéléo (GS) du Havre entreprend la désobstruction de l'affluent du siphon en rive gauche (cf. supra). En 1982, la voûte du siphon est atteinte mais les moyens utilisés ne permettent pas de poursuivre. Ce n'est qu'en 1985 qu'un autre groupe, le spéléo club du Roule, reprend cette désobstruction – avec des moyens toujours modestes – jusqu'en 1989.
À partir de 1989, sous l'impulsion de Jean-Pierre Viard et de son club le groupe spéléologique de l'A.C. Renault-Cléon, les travaux de désobstruction se structurent et se mécanisent progressivement.

### Chantier de désobstruction mécanisée
Depuis 1989, la grotte des Petites-Dalles fait alors l'objet d'une désobstruction de longue haleine. Des spéléologues normands s'y retrouvent chaque semaine pour vider la grotte de ses remplissages sédimentaires, essentiellement des lœss introduits durant le Pléistocène. Le développement croît alors plus rapidement et régulièrement : 94 mètres en 1990, 162 mètres en 1992, plus de 200 mètres en 1995, 237 mètres en 1998, 493 mètres en 2002 (la grotte des Petites-Dalles devient alors la plus longue de la Seine-Maritime), 544 mètres en 2004, 568 mètres en 2005, 582 mètres en 2006, 613 mètres en 2008,. 

### Résultats récents et perspectives
Le volume cumulé de sédiments extrait depuis l'origine avoisinait les trois mille mètres cubes en 2016 ; le développement atteignait 785 mètres à cette même date,. 
Plusieurs fronts de décolmatage sont poursuivis pour dégager de nouveaux tronçons de la « galerie Principale » et de ses affluents. Dès fin 2019, le développement total atteignait 805 mètres,. À fin 2021, ce développement était de 853 mètres ; la grotte est désormais au huitième rang des plus longues cavités du Bassin parisien[réf. souhaitée] ; elle conforte sa première place parmi les plus longues cavités de la Seine-Maritime.
La désobstruction d'une ou de plusieurs bétoires permettrait de réaliser une traversée hydrogéologique inédite dans un karst de la craie. Cette perspective se précise avec la découverte de la galerie de la Canicule, affluente de la galerie du Siphon, dont l'amont se dirige vers la valleuse des Petites-Dalles,.

## Description

### Géologie et morphologie
La cavité, âgée au maximum de 800 000 ans (datation du remplissage sédimentaire par paléomagnétisme) et amputée de son aval par une vallée beaucoup plus récente, est constituée d'une galerie principale dépassant les 10 mètres de hauteur sur laquelle viennent se greffer plusieurs branches affluentes (cf. infra). 
C’est une grotte de bas plateau avec des circulations si lentes qu’elles autorisent les dépôts des sédiments les plus fins, induisant une dissolution de la craie du bas vers le haut (paragénétisme). Elle fait l'objet d'études scientifiques notamment en karstologie, sédimentologie et climatologie.
Outre son dépôt ferro-manganique dont l'origine pourrait être une cryoconite glaciaire, la cavité permet aussi d'observer la fracturation due à la tectonique ainsi qu'un dépôt de bentonite d'origine volcanique, délimitant le Coniacien inférieur du Coniacien moyen. Ce dépôt est appelé par les géologues « marne Shoreham 2 » ; on le retrouve en différents sites du pays de Caux et notamment à proximité de la grotte, dans la falaise maritime entre les Petites-Dalles et les Grandes-Dalles. Cela permet de situer le niveau de l'emprise de la cavité dans l'ensemble du massif crayeux.

### Topographie
La grotte se compose d’une galerie principale subhorizontale à laquelle viennent se raccorder quatre branches affluentes principales. 
En remontant depuis l'entrée de la grotte vers l'amont, on rencontre :
- la galerie du Siphon et son sous-affluent, la galerie de la Canicule ;
- la galerie du Soutirage ;
- la galerie Catherine ;
- le raccordement à une succession de deux racines d’altération, ou bétoires (bétu en cauchois).

La galerie principale présente une largeur de 2 à 5 m ; elle a été désobstruée par les spéléologues sur une hauteur variant de 2 à 5 m environ ; sa hauteur libre peut atteindre une dizaine de mètres à la faveur d'agrandissements naturels du conduit. Ainsi, au niveau de l’Espace des Six, la galerie s’élargit en une petite salle.

## Notoriété

### Visites et reconnaissance
Chaque année, des visites de la cavité, destinées au public local, sont organisées, notamment en septembre où se tient une traditionnelle « Fête de la grotte ».
En 2017, la Fédération française de spéléologie a récompensé l'ensemble des travaux et personnes qui ont contribué à la mise en valeur patrimoniale et scientifique de la cavité en décernant à ce projet le prix Martel – de Joly.

### Protection et recherche scientifique
La cavité fait l'objet d'une convention entre le Conservatoire national du milieu souterrain de la Fédération française de spéléologie et la propriétaire de la cavité.
Des campagnes de mesures scientifiques (paléomagnétisme, température, taux de gaz carbonique, niveau piézométrique,...) sont menées dans cette cavité, sous la direction de l'UMR 6143 du CNRS (Universités de Caen et de Rouen).